# Litori
Litori (m. Tolosa, 439) va ser un general de l'Imperi Romà d'Occident que va servir principalment a la Gàl·lia, sota les ordres i com a lloctinent de Flavi Aeci.
Les seves accions militars es van centrar fonamentalment contra els visigots, que gràcies diversos desordres i aldarulls a la regió van aprofitar l'avinentesa per intentar estendre els seus dominis. Va participar en dues batalles contra aquest poble: a Narbona (436), enviat per Aeci, on va comptar amb el suport dels huns per fer front al rei Teodoric i les seves tropes, a qui va aconseguir foragitar cap a la seva capital; i segon, a Tolosa (439), on els romans van posar en estat de setge la ciutat. La capital era on probablement hi havia el gruix de la seva població visigoda i el rei Teodoric va intentar negociar amb els romans, però Litori s'hi va negar i va decidir continuar amb el setge. Amb tot, malgrat algunes victòries inicials, va ser derrotat en un intent desesperat dels visigots en una darrera càrrega militar que van obtenir una victòria pírrica contra els romans. Enmig de la batalla, Litori va ser capturat i pocs dies després va ser executat.